# ディディモゾーン科
ディディモゾーン科は魚類に寄生する吸虫の科。英語における総称からディディモゾイドと呼ばれることが多い。

## 形態
球状あるいはひも状の虫。子宮内に淡黄色の虫卵が充満しており、虫体は黄色に見える。

## 生態
宿主はカツオ、マダイ、トビウオ、マグロなど、様々な魚類である。生活史はほとんど明らかになっておらず、軟体動物、甲殻類、魚類などの中間宿主を経ていると想定されている。個々の種は、強い宿主特異性、部位特異性を示す。

## 人間との関わり
食用魚類に寄生していることも多く、消費者から異物の苦情としてあげられることが多い。
ヒトに寄生することはなく食べても無害であるが、消化されなかった虫卵が糞便検査で「不明虫卵」として報告されることがある。

## 分類
6亜科に数十属が知られている。日本で水産業上重要な魚種から報告されたものを挙げる：
Didymozoon
マグロ属、ブリの鰓
Didymocylindrus
マグロ属の鰓
Didymocystis
マグロ属、ブリの鰓、口腔、胃
Labatozoum
マグロ属の鰓
Platocystis
マグロ属の体表
Gonapodasmius
マダイの筋肉、トビウオの筋肉
Koellikeria
マグロ属、ブリの口腔、食道、腸、肛門、鰓
Coeliotrema
マグロ属の腸間膜
Metanematobothrium
マグロ属の鰓、消化管、筋肉